# Allemant (Marne)
Allemant je francouzská obec v departementu Marne v regionu Grand Est. Žije zde 184 obyvatel.

## Geografie

### Sousední obce
| Růžice kompasu | Mondement-Montgivroux | Reuves     | Broussy-le-Petit | Růžice kompasu |
| Růžice kompasu | Broyes                | Sever      | Broussy-le-Grand | Růžice kompasu |
| Růžice kompasu | Broyes                | Allemant   | Broussy-le-Grand | Růžice kompasu |
| Růžice kompasu | Broyes                | Jih        | Broussy-le-Grand | Růžice kompasu |
| Růžice kompasu | Péas                  | Saint-Loup | Linthes          | Růžice kompasu |